# Tseel (distrikt i Mongoliet, Töv)
Tseel (mongoliska: Цээл Сум, Цээл, Tseel Sum) är ett distrikt i Mongoliet.   Det ligger i provinsen Töv, i den centrala delen av landet, 130 km nordväst om huvudstaden Ulaanbaatar.